# Pista de La Solidaridad
La Pista de la Solidaridad —también llamada Pista Portezuelo en el tramo cerca de la Avenida Mártires del 1.º de Mayo— es una importante autopista urbana ubicada en el sureste de la ciudad de Managua, Nicaragua. Funciona como vía de conexión diagonal entre los sectores noreste y suroeste del área metropolitana, enlazando diversos barrios residenciales y comerciales.

## Trazado
La pista comienza en el noreste en el cruce con la Pista Larreynaga y la 55.ª Avenida Sureste, avanzando en dirección suroeste. Atraviesa varios barrios y sectores clave, entre ellos:
- Residencial Bello Horizonte
- Residencial Rubenia
- Colonia 14 de Septiembre
- Barrio Unión Soviética
- Colonia Nicarao
- Colonia Don Bosco
- Barrio La Fuente
- Residencial Bosques de Altamira
- Colonia Centroamérica
- Planes de Altamira 2

Al llegar a su extremo suroeste, se integra al Paso a desnivel Centroamérica, conectando con el Paseo Naciones Unidas, la Pista Suburbana y la Carretera a Masaya.

## Intersecciones importantes
Entre las avenidas y calles que intersecta, destacan:
- Avenida El Chipate
- Avenida Isidro Centeno López
- Avenida Mártires del 1.º de Mayo
- Callejón Virgilio
- Avenida La Emboscada
- Pista José Ángel Benavides
- 19.ª Calle Sureste
- 13.ª Calle Sureste
- Camino Sólo

## Sitios de interés
- Multicentro Las Américas, uno de los centros comerciales más importantes del sureste de la ciudad.
- Mercado Israel Lewites, ubicado cerca del cruce con la Avenida Mártires del 1.º de Mayo.

## Obras y rehabilitación
En 2016, la Alcaldía de Managua concluyó una fase de ampliación de la pista, mejorando tramos entre el Hospital del Niño y el Barrio La Fuente. La obra incluyó nuevos carriles, mejor iluminación y pasos peatonales.

## Transporte público
La pista es usada por diversas rutas de transporte urbano colectivo como la 104, 110, 123, 164 y otros servicios interurbanos. También cuenta con alta circulación de taxis, mototaxis y buses que conectan al Mercado Roberto Huembes y el Hospital Alemán Nicaragüense.